# Les Mille et Une Nuits (mini-série)
Pour les articles homonymes, voir Les Mille et Une Nuits (homonymie).

Les Mille et Une Nuits (Arabian Nights) est une mini-série américaine réalisée par Steve Barron, et diffusée le 30 avril 2000 aux États-Unis.

## Fiche technique
- Réalisateur : Steve Barron
- Scénario : Peter Barnes (en)
- Durée : 175 minutes
- Dates de premières diffusions : 
  -  États-Unis : 30 avril 2000 et 1er mai 2000 sur ABC
  -  France : 3 janvier 2001 sur M6

## Distribution
- Mili Avital : Shéhérazade
- Alan Bates : le conteur
- Tim Carter : Ja'Far
- Dougray Scott (V.F. : Dominique Collignon-Maurin) : Schariar
- James Frain : Schahzenan
- Tchéky Karyo : Black Coda
- Jason Scott Lee : Aladin
- John Leguizamo (V.F. : Constantin Pappas) : Génie
- Peter Guinness : bourreau en chef
- Amira Casar : Morgiana
- Rufus Sewell : Ali Baba
- Hugh Quarshie : Mustappa
- Pik-Sen Lim : La mère d'Aladin
- Andy Serkis : Kasim
- Ayesha Dharker : Coral Lips
- Alexis Conran : Prince Ali
- James Callis : Prince Ahmed
- Hari Dhillon : Prince Hussain
- John Hallam : Demon